# ابینی-آن-پلن
ابینی-آن-پلن (به فرانسوی: Aubigny-en-Plaine) یک کمون در فرانسه با جمعیت ۳۴۴ نفر است که در Canton of Saint-Jean-de-Losne واقع شده‌است.